# Саккайя
Саккайя — міський район в адміністрації Мдіни, Мальта, за межами міста-фортеці.
Назва «Саккайя» походить з арабського періоду, від джерела прісної води в цьому районі. Фонтан джерела, який ми бачимо сьогодні, був замовлений гросмейстером Алофом де Віньякуртом, коли проектували систему акведуків між Рабатом і Валеттою .

## Історія
У 1449 році монахи-августинці обміняли землі в Меллієї на землі за межами столиці Мдіни, включаючи район Саккая. Монахи побудували монастир і кладовище, які пізніше були зруйновані, а ділянка знову була освоєна для інших цілей.
Ніша Святого Павла, розташована в центрі площі, була побудована під час магістерстратури гросмейстера Антоніо Маноеля де Вільєни в 1727 році. Коли населення Рабату переживало голод, епідемії чуми та інші негаразди, ніша служила місцем релігійного поклоніння.
За часів королівської колонії Мальти Саккайя розвивалася далі, будуючи житлові таунхауси в стилі модерн, Казино Нотабіле, Пойнт-де-Вю та Віллу Фрінгіла.

## Поточне використання
Автобусна зупинка та прилеглі торгові точки перетворили територію на соціальний і комерційний центр. Це місце відпочинку цілий рік, переважно влітку: Маскат вважає площу «прекрасним вечірнім курортом». Це місце добре відоме своїми бенкетами, процесіями та культурними заходами. 29 червня, на свято L-Imnarja (Святого Петра ; Святого Павла ), щороку L'Isle Adam Band Club AD 1860 виступають з концертом оркестру для святкування цього свята перед нішею Святого Павла.